# تدخل تركيا في الحرب الأهلية السورية
أدانت تركيا التي كانت تربطها علاقات ودية نسبيا مع سوريا قبل بدء الاضطرابات الأهلية في سوريا في ربيع 2011 الرئيس السوري بشار الأسد بسبب حملة القمع العنيفة التي اندلعت في 2011 وانضمت في وقت لاحق من هذا العام إلى عدد من الدول الأخرى التي تطالب باستقالته. في بداية الحرب الأهلية السورية، قامت تركيا بتدريب المنشقين عن الجيش العربي السوري على أراضيها، وفي يوليو 2011، أعلنت مجموعة منهم ميلاد الجيش السوري الحر، تحت إشراف المخابرات التركية. وفي أكتوبر 2011، بدأت تركيا في إيواء الجيش السوري الحر، وعرضت على المجموعة منطقة آمنة وقاعدة للعمليات. وإلى جانب قطر، زودت تركيا المتمردين أيضا بالأسلحة والمعدات العسكرية الأخرى. وتفاقمت التوترات بين سوريا وتركيا بشكل كبير بعد أن أسقطت القوات السورية طائرة مقاتلة تركية في يونيو 2012 واندلعت اشتباكات حدودية في أكتوبر 2012. وفي 24 أغسطس 2016، بدأت القوات المسلحة التركية بتدخل عسكري مباشر معلن في سوريا يسعى إلى استهداف كل من داعش والقوات المتحالفة مع الأكراد في سوريا.
كما وفرت تركيا الملاذ للمعارضين السوريين. وكان نشطاء المعارضة السورية قد عقدوا اجتماعا في إسطنبول في مايو 2011 لمناقشة تغيير النظام، واستضافت تركيا رئيس الجيش السوري الحر، العقيد رياض الأسعد. وأصبحت تركيا معادية بشكل متزايد لسياسات حكومة الأسد وشجعت المصالحة بين الفصائل المنشقة. ويحاول الرئيس التركي رجب طيب أردوغان أن «يزرع علاقة إيجابية مع أي حكومة من شأنها أن تأخذ مكان الأسد». وابتداء من مايو 2012، بدأ بعض مقاتلي المعارضة السورية تسليحهم وتدريبهم من قبل منظمة الاستخبارات الوطنية التركية. وأفادت جماعات حقوق الإنسان، بما فيها المرصد السوري لحقوق الإنسان ومنظمة رصد حقوق الإنسان (هيومن رايتس ووتش)، بأن القوات التركية قتلت مئات المدنيين الفارين من الحرب الأهلية في سوريا. وهذا يشمل 76 طفلا و 38 امرأة قتلوا على يد حرس الحدود التركي.
تبين من بحث أجرته مؤسسة متروبول في سبتمبر 2019 أن 68% من الأتراك لا يوافقون على سياسات الحكومة الحالية بشأن سوريا. وخلص الاستطلاع أيضاً إلى أن 47.5 في المائة من الأتراك يعتبرون الجيش السوري الحر «عدوا».

## تركيا والقوات المناهضة للحكومة في سوريا
منذ عام 1999 عندما طرد حافظ الأسد الزعيم الكردي عبد الله أوجلان، تحسنت العلاقات بين سوريا وتركيا.
في بداية الحرب الأهلية السورية، قامت تركيا بتدريب المنشقين عن الجيش السوري على أراضيها، وفي يوليو 2011، أعلنت مجموعة منهم ميلاد الجيش السوري الحر، تحت إشراف المخابرات التركية. وفي أكتوبر 2011، بدأت تركيا في إيواء الجيش السوري الحر، وعرضت على المجموعة منطقة آمنة وقاعدة للعمليات. وبالتعاون مع قطر زودت تركيا المتمردين بالأسلحة والمعدات العسكرية الأخرى.

### القاعدة وجيش الفتح
ولقد دعمت تركيا، وقطر جيش الفتح. ويضم التحالف جبهة النصرة (فرع تنظيم القاعدة في سوريا) وأحرار الشام، ولكنه ضم أيضا فصائل إسلامية غير متصلة بالقاعدة، مثل فيلق الشام، الذي تلقى دعما سريا من الأسلحة من الولايات المتحدة. ووفقا لصحيفة الاندبندنت، اعترف بعض المسؤولين الأتراك بتقديم الدعم اللوجيستي والاستخباراتي لمركز قيادة التحالف، لكنهم أنكروا إعطاء مساعدة مباشرة لجبهة النصرة، مع الاعتراف بأن المجموعة ستكون مستفيدة. وذكرت أيضا أن بعض المتمردين والمسؤولين يدعون أنه يتم تقديم الدعم المادي في شكل أموال وأسلحة إلى الجماعات الإسلامية من جانب سعوديين مع تسهيل تركيا مرورها. وذكرت الأهرام أن الرئيس الأمريكي باراك أوباما اختار عدم مواجهة قطر بشأن هذه القضية في اجتماع مجلس التعاون الخليجي في مايو 2015، على الرغم من أن قوات النصرة وأحرار الشام تشكل 90% من القوات في منطقة إدلب، حيث كانت تحقق مكاسب كبيرة ضد حكومة الأسد.
وأفادت التقارير بأن تركيا انتقدت تسمية جبهة النصرة بوصفها منظمة إرهابية. وأفيد أن فريدون سينيرلي أوغلو أبلغ المتحاورين الأمريكيين بأنه من المهم التركيز على «الفوضى» التي أنشأها الأسد بدلا من جماعات مثل جبهة النصرة. وادعى المونيتور في عام 2013 أن تركيا تعيد النظر في دعمها لجبهة النصرة. واعتُبرت تسمية تركيا لجبهة النصرة بوصفها جماعة إرهابية منذ يونيو 2014 مؤشرا على تخليها عن الجماعة. ويزعم كمال كيليجدار أوغلو، زعيم المعارضة في تركيا، أن أردوغان وحكومته دعموا الإرهاب في سوريا. وفي يونيو 2014، ادعى إحسان أوزكس، وهو برلماني من حزب الشعب الجمهوري، أن وزير الداخلية التركي معمر غلر وقع على توجيه يأمر بتقديم الدعم إلى جبهة النصرة ضد حزب الاتحاد الديمقراطي. ونفى غلر هذا الادعاء وقال إنه لا يمكن لأي وزير أن يوقع على توجيه صادر عن مكتب حاكم الإقليم في هاتاي، وهو دليل مباشر على عدم صحة الوثيقة. وادعى السفير السابق للولايات المتحدة لدى تركيا، فرانسيس ريكياردون، أن تركيا دعمت وعملت بشكل مباشر مع أحرار الشام وجناح القاعدة في سوريا لفترة من الزمن للتفكير في أنه يمكنهم العمل مع الجماعات الإسلامية المتطرفة ودفعهم إلى أن يصبحوا أكثر اعتدالا في الوقت نفسه، وهي محاولة فاشلة. وقال إنه حاول إقناع الحكومة التركية بإغلاق حدودها أمام الجماعات، ولكن دون جدوى. وزعم سيمور هيرش في مقال نشر في لندن لمراجعة الكتب في 17 أبريل 2014 أن كبار القادة العسكريين الأمريكيين ودوائر الاستخبارات كانوا قلقين بشأن دور تركيا، وذكروا أن أردوغان كان مؤيدا لجبهة النصرة وجماعات إسلامية متمردة أخرى.
وأفادت آر تي في مارس 2016 بأن النصيرة قامت بنصب مخيماتها على طول الحدود التركية وأنها تتلقى بانتظام إمدادات من الجانب التركي بالقرب من بلدة أعزاز الحدودية. وأثناء تصويره لعدد من المركبات القادمة من الجانب التركي من خلال معبر باب السلام إلى أعزاز، أفاد طاقم آر تي بأن المركبات العسكرية التركية كانت على بعد كيلومتر واحد منها. وادعى عبده إبراهيم رئيس وحدات حماية الشعب في عفرين أن تركيا تقدم بالتأكيد الدعم لجبهة النصرة. وصرح بعض المتمردين السوريين أيضا بأن تركيا تقدم الدعم لتنظيم الدولة الإسلامية في العراق والشام وجبهة النصرة. ووصفت وسائل الإعلام التركية هذا الزعم بأنه «كذبة قبيحة» ونسبت إلى العلاقة غير الرسمية بين روسيا وتركيا بعد حادث إسقاط سوخوي سو-24 الروسية في عام 2015، وحقيقة أنها وكالة تابعة للدولة الروسية. وفي أكتوبر 2016، دعا نائب وزير الخارجية التركي، مولود جاويش أوغلو، جبهة النصرة إلى الانسحاب من حلب، ودعا الجماعات الأخرى المتمردة في سوريا إلى الانشقاق عن جبهة النصرة.
وفي 5 مايو 2017، اجتمع محمد غورمز، الرئيس التركي للشؤون الدينية، مع حارث الضاري، رجل الدين العراقي السني الذي عينته لجنة الجزاءات المفروضة على تنظيم القاعدة بوصفه «فردا مرتبطا بتنظيم القاعدة» في عام 2010. وافادت الأنباء أن الضاري «قدم التوجيه التشغيلي والدعم المالي وغيرها من الخدمات إلى القاعدة في العراق أو دعما لها».

### الحزب الإسلامي التركستاني
ذكرت وسائل الاعلام العربية أن قرية الزنبقي في ريف جسر الشغور أصبحت قاعدة لعدد هائل من مسلحي الحزب الإسلامي التركستاني الأويغور وأسرهم في سوريا، ويقدر عددهم بحوالي 3,500. كما اتهموا المخابرات التركية بالتورط في نقل هؤلاء الأويغور عبر تركيا إلى سوريا بهدف استخدامهم أولا في سوريا لمساعدة جبهة النصرة واكتساب خبرة قتالية في القتال ضد الجيش السوري قبل إعادتهم إلى شينجيانغ للقتال ضد الصين إذا تمكنوا من البقاء على قيد الحياة. وذكرت وكالات الانباء العربية أن الأويغور في حزب تركستان الإسلامي والشيشانيين في جنود الشام وجبهة النصرة وأحرار الشام تنسقهم المخابرات التركية للعمل مع جيش الفتح. ومن ناحية أخرى نفت وكالات الاعلام التركية ذلك وقالت انها خطة للحكومة الصينية لتعد بقضية مقدسة واراض جديدة لقوى اوجور ذات الميول الإسلامية، وهو ما ستذكره الحكومة في النهاية كسبب لمزيد من السياسات القمعية تجاه اهالى اوجور. كما اعترض على صحة الادعاءات الصينية شون روبرتس من جامعة جورج تاون في مقال حول الإرهاب العالمى. وعلى العكس من ذلك، أكدت تقارير أخرى على صلات مقاتلي أويغور بتنظيم الدولة الإسلامية، الأمر الذي يؤدي إلى إطلاق النار على ملهى ليلي في إسطنبول في عام 2017 ضد تركيا.

### تنظيم الدولة الإسلامية (داعش)

#### ادعاءات تعاون تركيا مع تنظيم الدولة الإسلامية في العراق والشام ودعمها له
منذ التأسيس الرسمي لتنظيم الدولة الإسلامية في يونيو 2014، واجهت تركيا ادعاءات عديدة بشأن التعاون مع تنظيم الدولة الإسلامية ودعمه في وسائط الإعلام الدولية. وركز عدد من هذه الادعاءات على رجل الأعمال والسياسي التركي بيرات البيرق الذي واجه دعوات لمحاكمته في الولايات المتحدة.
ورغم الانتقادات الوطنية والدولية، فإن تركيا ترفض إلى حد كبير مواجهة مقاتلي تنظيم الدولة الإسلامية في العراق والشام (داعش) بشكل مباشر، على الرغم من التهديدات المستمرة من تنظيم الدولة الإسلامية في العراق والشام بمواصلة القيام بمزيد من العمليات على الأراضي التركية. وفي 23 يوليو 2014، قتل رقيب تركي بنيران قوات داعش في سوريا، وردت أربع دبابات تركية بإطلاق النار على الأراضي التي يسيطر عليها تنظيم الدولة الإسلامية في سوريا. وفي اليوم التالي، اشتبك التنظيم والجنود الأتراك بنشاط في بلدة كيليس التركية الحدودية، مما مثل تصعيدا جديدا خطيرا في العلاقات بين تركيا وتنظيم الدولة الإسلامية. أعلنت الحكومة التركية أن طائرات مقاتلة من طراز اف-16 قصفت أهدافا للتنظيم عبر الحدود من محافظة كيليس بقنابل ذكية.
وزعمت الحكومة التركية أن ذلك كان لمنع محاولة غزو من قبل قوات داعش.
وفي أواخر نوفمبر 2015، بدأت تركيا ضوابط أكثر صرامة لمنع مقاتلي الدولة الإسلامية من العبور على امتداد 60 ميلا من الحدود مع سوريا حيث كان يسيطر تنظيم الدولة الإسلامية على الجانب السوري. واستخدم المعبر لأغراض التهريب ونقل الأسلحة. وجاء ذلك بعد أن اتهم الرئيس الروسي بوتين تركيا مباشرة بمساعدة داعش وتنظيم القاعدة، والضغط من الولايات المتحدة.
وفي إبريل 2018 نشرت مقالة عن فورين بوليسي ذكر فيها أنه في عام 2013 وحده، قام نحو 30 ألف مسلح باجتياز الأراضي التركية، وإنشاء ما يسمى بالطريق الجهادي السريع، حيث أصبحت البلاد قناة للمقاتلين الذين يسعون للانضمام إلى تنظيم الدولة الإسلامية. وعلاوة على ذلك، زعم أنه تم علاج جرحى من متشددي تنظيم الدولة الإسلامية بالمجان في المستشفيات في جنوب شرق تركيا.

#### اعتبارا من يوليو 2015: الهجمات الإرهابية المزعومة لتنظيم الدولة الإسلامية في تركيا
في 7 يوليو 2015، ظهرت تقارير تفيد بأن قوات الأمن التركية استولت على شاحنة متجهة إلى سوريا محملة بعشرة آلاف أجهزة تفجير وأجهزة اشعال متفجرة بطول إجمالي طوله 290,000 متر (950,000 قدم) في أقجة قلعة، بمقاطعة شانلي أورفة، جنوب شرق تركيا. وتم القاء القبض على خمسة اشخاص.